# Lípa v Pusté Rybné
Lípa v Pusté Rybné byl význačný památný strom, který je i řadu let po zániku stále značen v některých turistických mapách – někdy s údajem o 900 letech věku, což je však starý odhad pocházející z počátku 20. století. Lípa stála přímo v obci u současného domu č. 2 při červené turistické trase, dnes v těchto místech najdeme tabuli informující o osudu stromu.

## Základní údaje
- název: Lípa v Pusté Rybné
- průměr koruny: 24 m (1915)[4]
- obvod: 545 cm (1891, ve 250 cm)[1], 625 cm (1915, ve výši prostředního člověka)[4]
- věk: 900 let (odhad z poč. 20. století)[3]
- zdravotní stav: úplně zdravá (1891)[1]

## Popis stromu a historie
Staletá lípa stávala u domu původního čísla popisného 8, dnes 2. Byla zmiňována již v roce 1891 v časopisu Háj, jehož údaje citoval Jan Evangelista Chadt-Ševětínský roku 1913. Lípa podle nich byla zcela zdravá a její kmen se dělil na tři hlavní části, které vytvářely tři samostatné koruny. Zápis v kronice o ní mimo jiné uvádí: 
| „                                  | Hrávaly zde děti, pak jako mládež dospělá prožily tu milé chvilky v bezstarostném mládí si popěvujíce. V práci a starosti zaletěl život jejich a odešli tam, odkud není návratu více. Nastoupily na místo nich dítky jejich a tak následovalo pokolení za pokolením, avšak lípa stojí tu ještě. Kolik bouří se přes ní přehnalo a kolik tichých večerů za letní noci při svitu měsíce po únavné práci denní v přátelském hovoru tu bylo prožito! Avšak ona také mlčí a jen šelest listů v koruně její mluví řečí tajemnou o zašlých dobách. Možno se domýšleti, že mládí její spadá do doby české slávy a samostatnosti, a že viděla bídu lidu našeho v době pobělohorské jest jisto, neboť stáří její odhaduje se na mnoho století. | “ |
| — obecní kronika Pusté Rybné, 1915 | |   |

1. července 1925 v 5:30 ráno však došlo k rozlomení kosterní větve stromu, po kterém následovalo celkové ořezání koruny: 
| „                                  | Při zřícení nebyl nikdo v dosahu, takže se nestal žádný úraz na lidských životech, jako i při dalším odvážném ořezávání celé lípy, když pro sešlost věkem se stala nanejvýš nebezpečnou. Má se za to, že ponechaný hlavní kmen ještě odnoží. | “ |
| — obecní kronika Pusté Rybné, 1925 | |   |

Tato událost zřejmě vypovídá o začátku konce starého stromu… Datum definitivního zániku není přesně známé, místní obyvatelé počátkem roku 2011 uvedli, že k němu došlo před 20-30 (možná i více) lety.

## Památné a významné stromy v okolí
- Drašarova lípa
- Lukasova lípa
- Pajkrův dub